# Джори (фильм)
«Jory» (рус. Джори) — американский фильм 1973 года в жанре вестерна. Сюжет основан на романе Милтона Р. Басса, выступившим соавтором сценария. Фильм был назван классическим образцом жанра, а роль главного героя, исполненная Робби Бэнсоном, — одной из лучших в карьере актёра.

## Сюжет
Пятнадцатилетний подросток Джори Волден (Робби Бенсон) становится свидетелем убийства своего отца. В ходе последовавшей схватки, обороняясь, он разбивает камнем голову убийцы и, в попытке скрыться из города, присоединяется к группе погонщиков большого стада. Ковбоев возглавляет Рой Старр (Джон Марли) и Джоко (Би Джей Томас), которые берут юношу под свою опеку и учат его стрелять. Хорошо подготовленный своими наставниками, он начинает противостоять злу в любой ситуации. Одновременно развивается романтическая линия сюжета: по прибытии в Техас Джори влюбляется в миловидную дочь Роя.

## В ролях
- Джон Марли — Рой Старр
- Билли Джо Томас — Джоко
- Робби Бенсон — Джори Волден
- Клаудио Брук — Этан Волден
- Патриция Аспиллага — Кармелита Старр
- Брэд Декстер — Джек